# William Wade Hinshaw
William Wade Hinshaw (Comtat de Hardin, Iowa, 3 de novembre de 1867 - 27 de novembre de 1947) fou un cantant i professor estatunidenc.
L'any 1899, es presentà com a cantant d'òpera a Saint Louis amb Faust, després d'haver estat dedicat al professorat musical a Chicago de 1890 a 1899, i posteriorment fou degà de la Facultat de Música de Valparaiso durant alguns anys. Fou president del Conservatori de Música de Chicago des de 1902 a 1908. Primer baríton del Metropolitan de Nova York de 1910 a 1912, i aquest últim any cantà les parts de Wotan i Wandrer en el festival wagnerià de l'anell del nibelung a Graz (Àustria), que tornà a cantar repetidament a Berlín l'any 1916, pel mateix motiu. Com a president de la Societat Americana de cantants organitzà notables representacions a Nova York de 1918 a 1920, i com a empresari d'òpera, amb companyia pròpia, donà en anglès les òperes de Mozart als públics de Nord-amèrica. Al final de la seva carrera es dedicà a la col·laboració musical literària en importants publicacions i a donar conferències sobre temes anàlegs.